# Peter Ceffons
Peter Ceffons (1320 – 1380) è stato un filosofo e teologo francese.
Peter era un cistercense francese, che, come Giovanni di Mirecourt, studiò presso il S. Bernard's College e all'Università di Parigi.
Commentò alla fine del 1340 I Quattro Libri delle Sentenze o Sententiae, il trattato di teologia scritto da Pietro Lombardo nel dodicesimo secolo. Fu influenzato da Adam Wodeham, Gregorio da Rimini e Giovanni di Mirecourt.
Nel 1352 scrisse un'opera satirica Epistola Luciferi ad Cleros, contro il clero secolare.